# Râul Valea Babei, Sălăuța
Râul Valea Babei este un curs de apă, afluent al râului Sălăuța. 